# بوب سوليفان (لاعب هوكي جليد)
بوب سوليفان هو لاعب هوكي جليد كندي، ولد في 29 نوفمبر 1957 في رووان نوراندا في كندا، وتوفي في 24 مايو 2018.

## وصلات خارجية
- بوب سوليفان على موقع دوري الهوكي الوطني (الإنجليزية)
- بوب سوليفان على موقع قاعة مشاهير الهوكي (لاعب أن.إتش.أل) (الإنجليزية)
- بوب سوليفان على موقع EliteProspects.com (الإنجليزية)
- بوب سوليفان على موقع HockeyDB.com (الإنجليزية)
- بوب سوليفان على موقع Hockey-Reference.com (الإنجليزية)